# 金明吉 (政治家)
金 明吉（キム・ミョンギル、朝鮮語: 김명길）は、朝鮮民主主義人民共和国の政治家、法曹。最高人民会議法制委員会委員。朝鮮民主主義人民共和国中央検察所所長、朝鮮労働党中央委員会委員などを歴任した。

## 経歴
出生地や生年月日は不明。2014年3月に最高人民会議第13期代議員に選出された。その後、江原道検察所所長を経て、2017年4月11日に開催された最高人民会議第13期第5回会議で朝鮮民主主義人民共和国中央検察所所長に任命され、同年10月7日に開催された朝鮮労働党中央委員会第7期第2回総会で党中央委員会委員に補選された。翌2018年4月11日に開催された最高人民会議第13期第6回会議で最高人民会議法制委員会委員に補選され、翌2019年4月11日に開催された最高人民会議第14期第1回会議で中央検察所所長に再任された。
2021年1月5日から開催された朝鮮労働党第8次大会で大会執行部に選ばれたが、党中央委員から脱落。1月17日に開催された最高人民会議第14期第4回会議で中央検察所所長を解任された。

## 参考サイト
- 북한정보포털

| 先代張炳奎 | 朝鮮民主主義人民共和国中央検察所所長2017年 - 2021年 | 次代禹相哲 |